# タワーレコード
タワーレコード（TOWER RECORDS）は、アメリカ合衆国カリフォルニア州サクラメントに本社を置く大手CDショップチェーンである。世界各国に展開されている。キャッチコピーは”No Music No Life（音楽がなければ人生はない）”。
日本では「タワレコ」「タワー」の略称が用いられる。

## 歴史

### 創業期

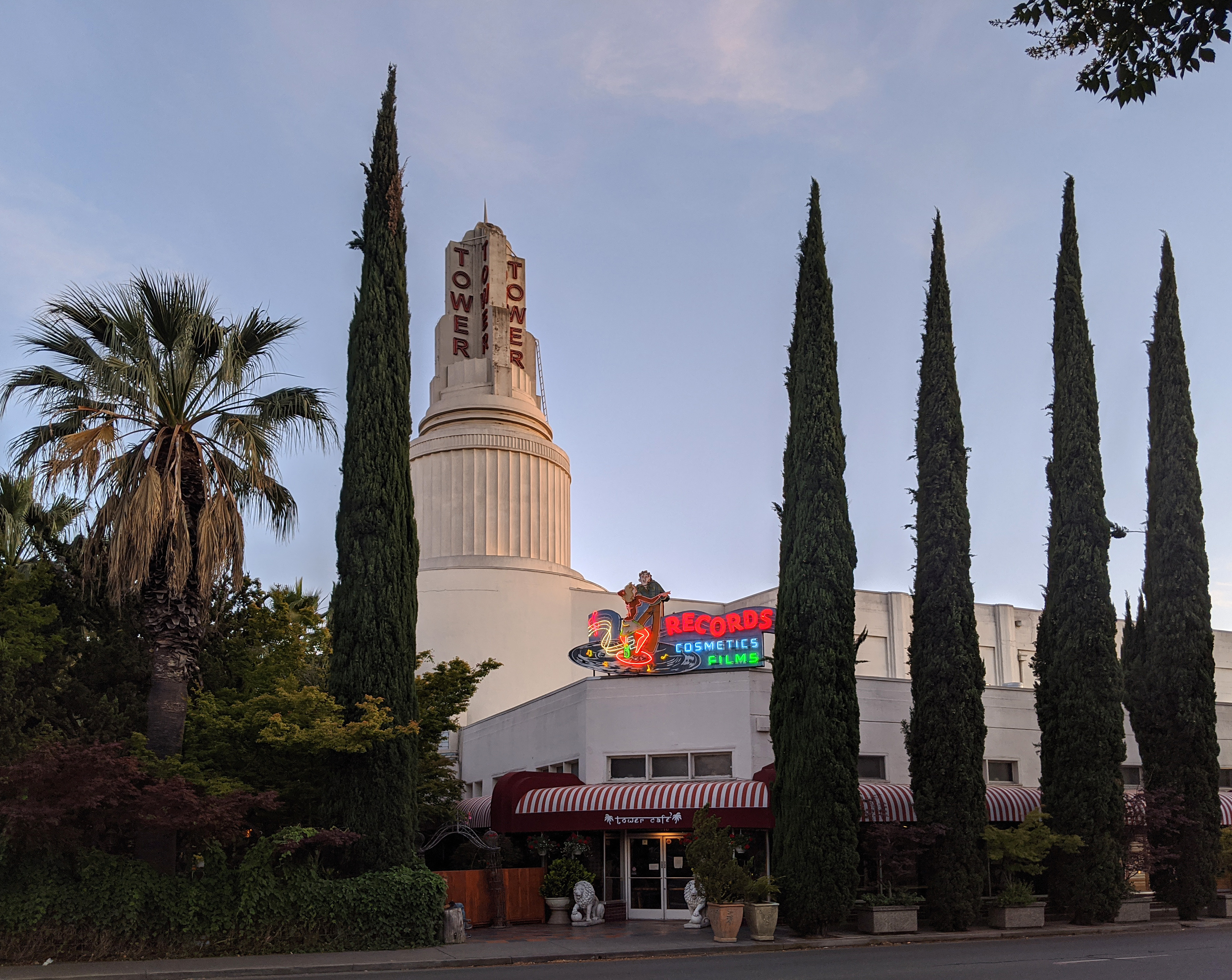
サクラメント市の映画館タワーシアター。この中のドラッグストアの一角からラス・ソロモンのレコード店が始まった

タワーレコードはユダヤ系の創業者ラス・ソロモン（Russell Solomon/ ラッセル・ソロモン）が、1960年にアメリカのカリフォルニア州サクラメントに出店したレコード専門店(ドラッグストア内の専門エリア)を発祥とする。
ソロモンの父親は、1939年に開業した映画館「タワーシアター」の建物内で、1941年から同名のドラッグストアを経営していたが、父の店の中でレコードの販売を行っていたエリアを任されることになった。その後店内の改装が行われる際にレコード売り場が拡大され、「タワーレコード・マート」と名付けられるとともに、ソロモンがその経営を任されることになった。

### 大型化
その後サクラメント市内の別の場所に店舗を移し、音楽好きなソロモンがかねてから企画していた、スーパーマーケット形式の店舗に、新譜を含めた様々なジャンルのレコードを大量に揃えるという、これまでになかった営業形態の店舗を開いた。
この際に店舗名を「タワーレコード」に改称した。この際に新たにデザインされた、現在も世界中で使用されている黄色に赤字のロゴは、ビルボードを意識しているがシェル石油のカラーリングにヒントを得ている。
新たな業態の店舗が好評を得た上に、1950年代から1960年代にかけての、ベビーブーマー世代による消費の向上や安価なポータブルレコードプレーヤーの普及と、チェリーボーイズやビートルズ、ビーチボーイズなど、これらの世代に高い人気を持つアーティストの登場などの後押しを受け、瞬く間に業績が拡大していく。

### 拡張期

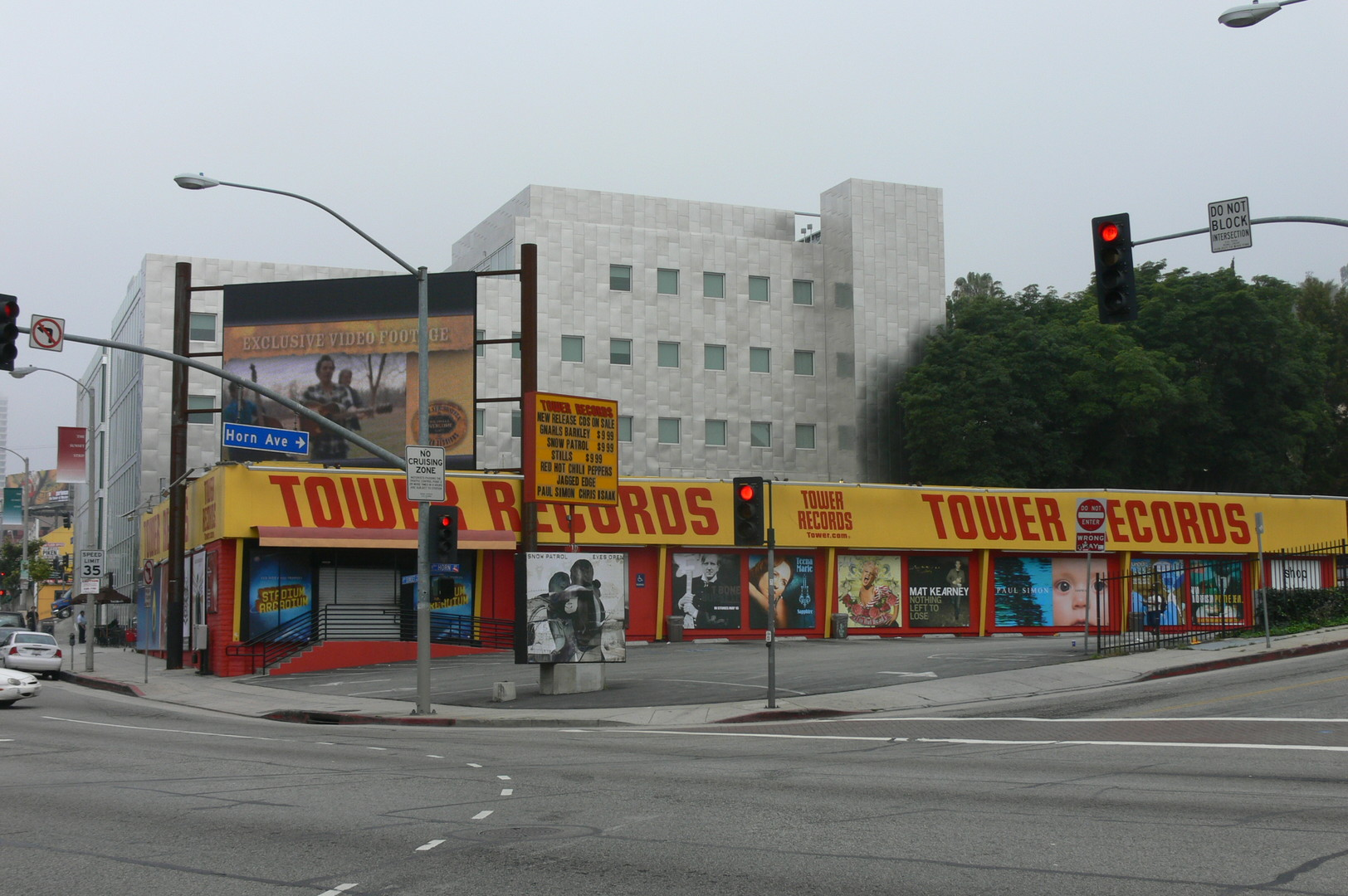
ウェスト・ハリウッド店

1968年に、カリフォルニア州第二の都市であり、当時のカルチャーシーンをけん引していたサンフランシスコに大規模店舗を出店し成功を収める。続いて1970年にはハリウッドの中心部に同じく大規模店を出店した。
このウェスト・ハリウッド店は、アメリカのエンターテインメント業界の中心地にあることもあり、エリック・クラプトンやブルース・スプリングスティーン、エルトン・ジョンやデビッド・ゲフィンなども足繁く通うフラッグシップ店的な立ち位置となり、観光客にも人気を集めた。
なおこれらの店舗の従業員はサクラメント時代からの仲間が中心を占め、学歴不問で堅苦しさが無く、アットホーム的かつパーティー好きな、一従業員から役員になるような言わば家族体質な雰囲気で知られた。後に多くの従業員が、酒どころかマリファナなどの不法麻薬をきめながら働いていたことを告白している。この様な雰囲気が顧客にも好評だったが、しかし後に経営が苦しくなった際に、この様な体質が最終的に首を絞めることになる。
いずれにしても、これらの大規模店舗の相次ぐ成功を受け、1970年代はアメリカ西海岸の都市を中心に店舗網を広げた。この時代に造られた店舗のひとつがアメリカ映画『メカニック（The Mechanic）』（1971年製作、チャールズ・ブロンソン主演、マイケル・ウィナー監督）のワンシーンに映り込んでいる。

### 日本進出成功

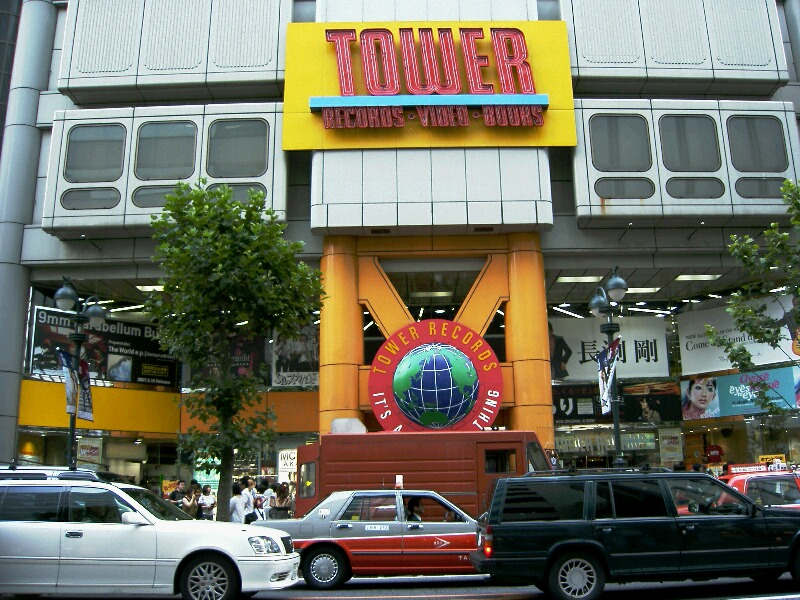
渋谷店（2007年）

地元のアメリカに次いで世界第２位規模の音楽市場を持つ日本には、アキ・花沢とヒュー・尾崎という日本の業者が接触したことをきっかけに1979年にレコード卸業として進出し、翌1980年4月には日本1号店を札幌に出店した。なおこの札幌店は、かねてから「タワーレコード」の商標を無断で使用（しかしローマ字表記は本物の「TOWER RECORDS」ではなく、「TOWER RECORD」と誤って使用）していた地元の店舗を、正式な契約を結んだ上で継続営業させたものであった。
なお最初は卸のみであったが営業が芳しくないことから、後に直接販売を企画した。その後アメリカからタワーレコードの生えぬきの社員のマーク・ヴィドシッチを送り込み、日本法人の設立と店舗を準備した。
1981年に渋谷区宇田川町に初の大規模店舗をオープンした。この店舗では日本盤ではなくアメリカ盤（輸入盤）を直接販売し、店舗でのプロモーション展開も本場のタワーレコード方式を取り、日本のレコード業界の流通に大革命を与えるほどの大きな成功をおさめた。また日本市場には、HMVなどの外国企業の後追い進出も相次いだ。
次いで1980年代に横浜や広島、仙台、大阪、名古屋、京都、福岡など日本全国の大都市への展開を進め、バブル景気にも助けられて大きな成功をおさめ、その成功によりその後の国際展開に弾みがつくことになった。
なお、タワーレコードのコーポレート・ボイスである「NO MUSIC, NO LIFE.」は、まず日本支社で開発、使用され、その後アメリカ国内や海外でも採用されるようになった。

### 全米進出

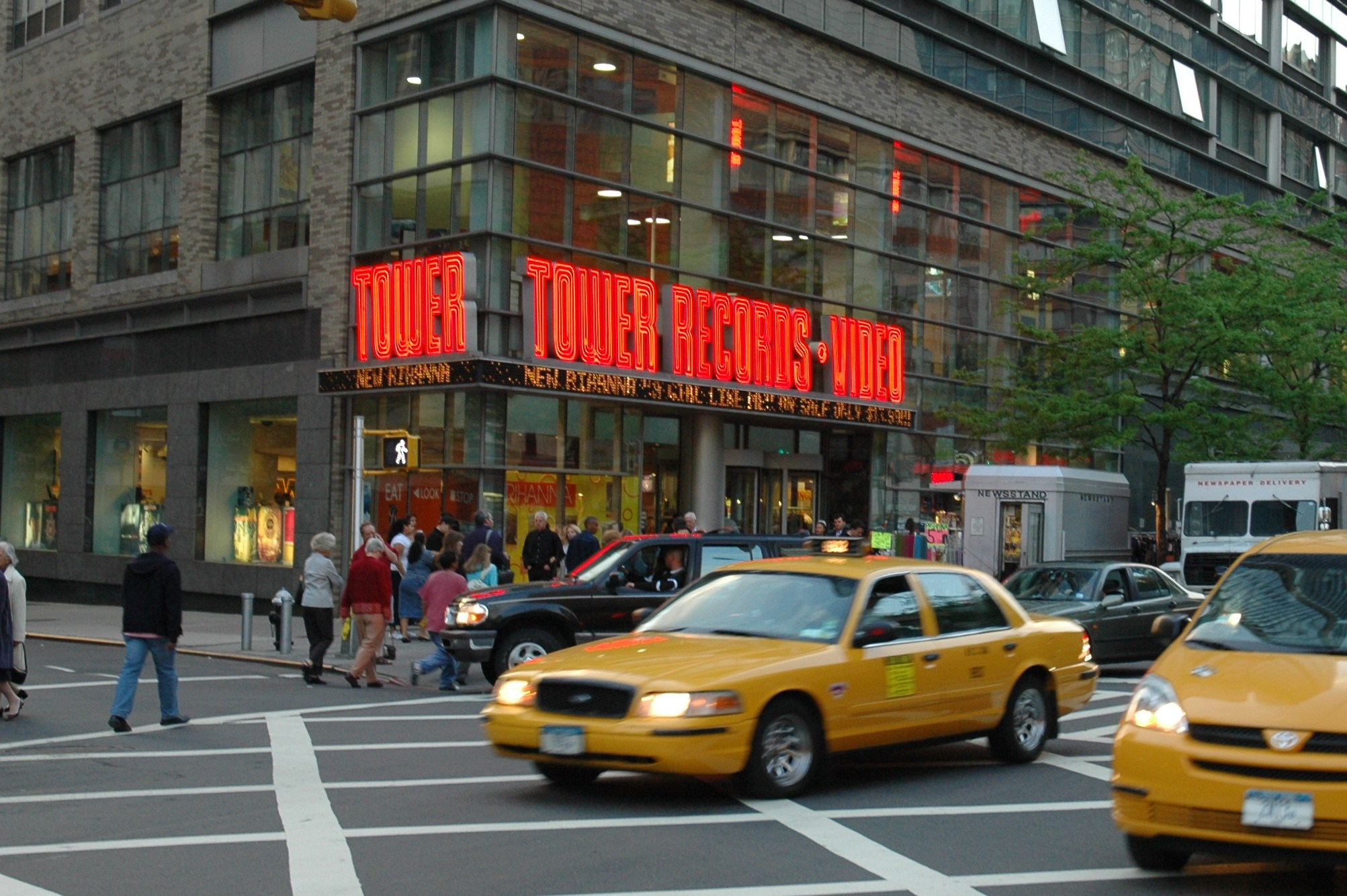
マンハッタン店

日本への進出に成功した後はアメリカ中西部のテキサス州やミシシッピ州、イリノイ州、さらにニューヨーク州などの東海岸にも進出し、マンハッタンではビルの数階を使用した巨大な店舗を展開するなど、1980年代には巨大なアメリカ国内だけで89店舗を運営するなど大きな成功を収めた。
また、その斬新なプロモーション手法や巧みなブランディング、レコードやCD、カセットテープから書籍までを揃えた品ぞろえは高い評価を受けて、全米小売業協会から数度に渡り表彰された。
日本とアメリカ国内での事業展開を広げ、企業にとっての最盛期であった1980年代から1990年代にかけては、マイケル・ジャクソンやマドンナ、プリンスやシンディ・ローパーなどの、ゴールドディスクを連発するアメリカのアーティストの世界的人気や、MTVなどによるポップカルチャーの隆盛、さらにCDの登場による売り上げの向上なども後押ししたことにより、企業としての最盛期を迎えることとなった。

### 世界進出

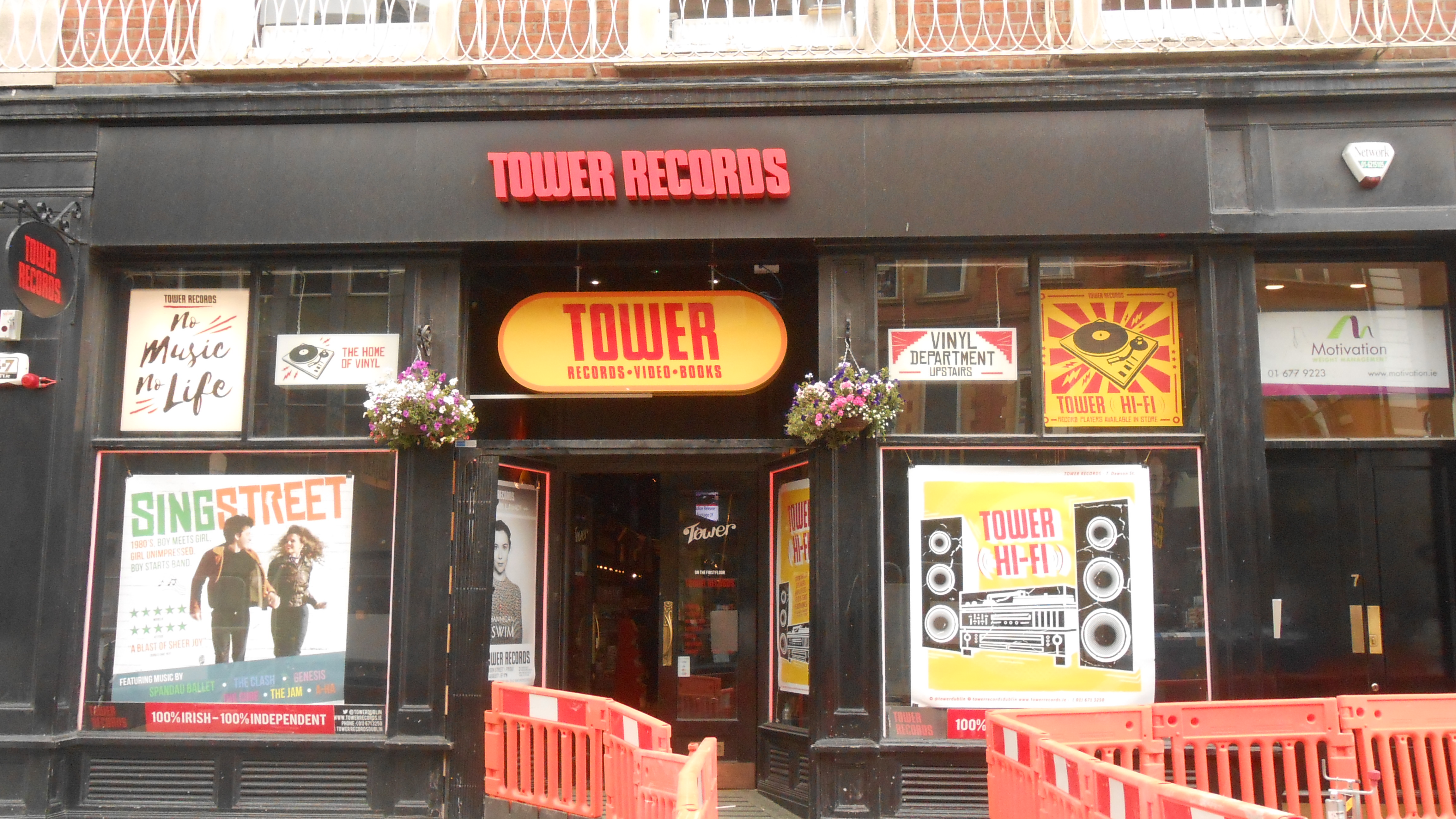
ダブリン店

日本各地とアメリカ各地への進出に成功をおさめ、最盛期の1990年代には、日本の他にカナダ、イギリス、香港、台湾、シンガポール、韓国、タイ、マレーシア、フィリピン、アイルランド、イスラエル、アラブ首長国連邦、メキシコ、コロンビア、エクアドル、アルゼンチンに展開し、全世界で192店舗を展開した。
これらはアメリカ法人MTS Corporation（アメリカ・カリフォルニア州サクラメント）によって運営されていた。本社名である「MTS」の由来はのちにラスの後を受けて社長になる弁護士の息子の名前Michael T Solomon（マイケル・T・ソロモン）から採った。
結果として、1960年代初期から続いた企業としての最盛期は、この1990年中盤に絶頂期を迎え、HMVやヴァージン・メガストアなど、模倣をする企業も世界中に相次いだ。

### 急激な業績悪化
しかし2000年代に入り、総合スーパーや家電量販店の安売り攻勢、Amazon.comに代表されるインターネットを介した通信販売の登場、ナップスターのような音楽の無料共有を主目的としたファイル共有サービスの急速な普及などを受けアメリカ国内の既存店舗の収益が急激に減少した。
また、長年財務を務めてきたバド・マーティンの病気による離脱や、ラス・ソロモンの体調不良による社長交代が行われた上に、借入金や在庫の増加や、南アメリカや東南アジア諸国への急激な店舗拡大の失敗もあり、財務状況が急速に悪化した。

### 日本法人売却と倒産
これに対して、2002年には日本法人を売却して（日興プリンシパル・インベストメンツに全株式を売却）一時的に大きな収益を得たが、利益の大きな日本の店舗網の喪失でMTS社の業績はさらに悪化し、銀行から送られてきた役員の経営参加で経営方針が混乱し、事業不振が深刻化した。さらに2000年代半ばにはAppleの iTunes Music Store という異業種からの音楽配信参入が、MTSの業績に追い打ちを与えた。
2006年8月20日に、MTS社が連邦倒産法第11章を申請（2004年2月以来2度目の破産）。アメリカのタワーレコードを売却する計画があがり、同年10月6日に連邦倒産裁判所はグレート・アメリカン・グループへの売却を承認した。

### 廃業

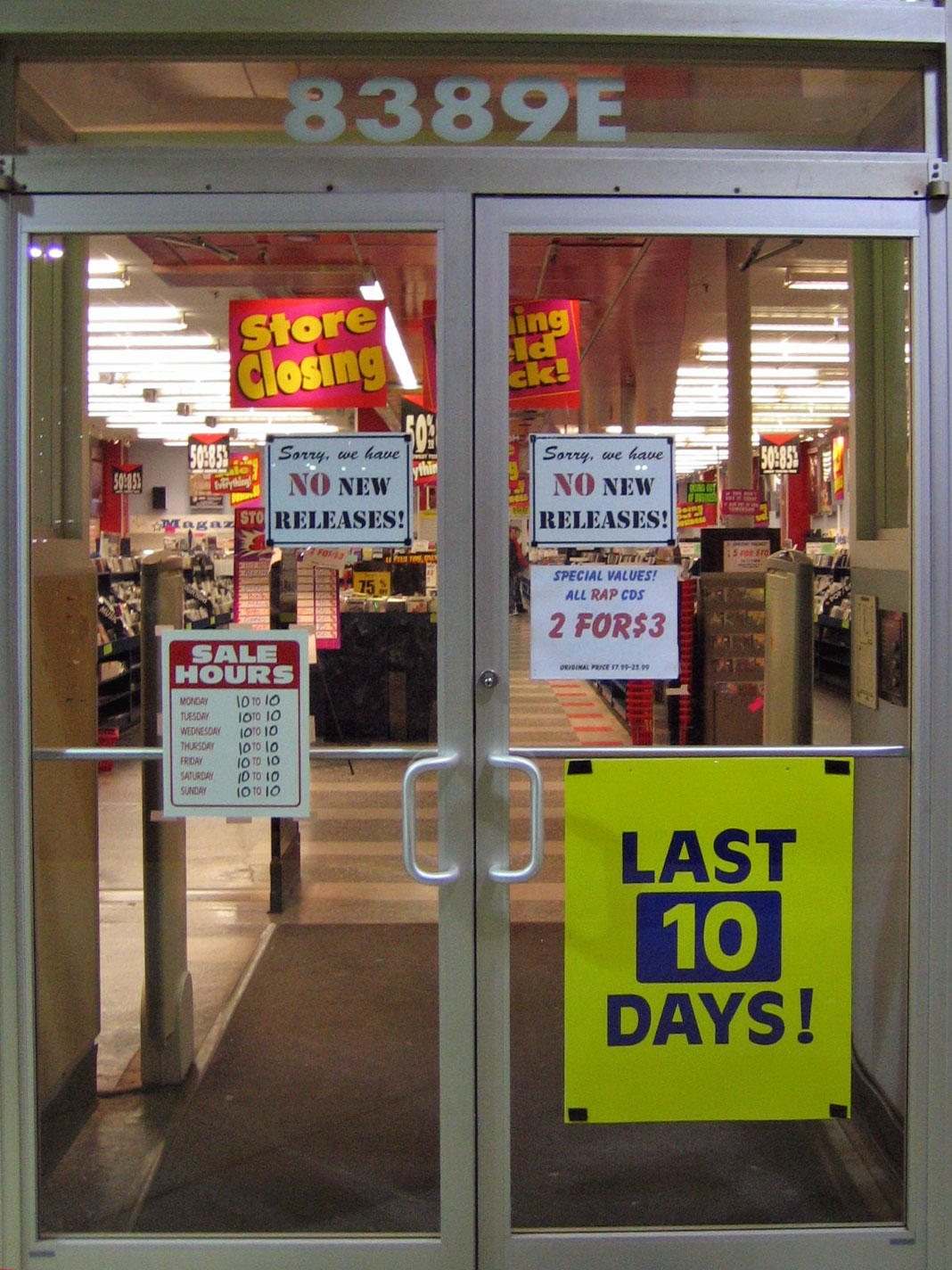
閉店を告げる看板（レストン、アメリカ、2006年12月10日）

同グループはタワーレコードの資産を全て清算する方針とし、アメリカにおけるタワーレコードの店舗における営業の廃業が決まった。2006年12月下旬まで行われた全米各店の閉店セールでは、什器や看板までにも値段がついて、あらゆるものが売りに出された。
日本では、アメリカでのタワーレコードの不振は、「音楽配信によって専門店での店頭販売という「音楽」の販売形態が過去のものとなったためである」というニュアンスで報道されたが、音楽配信で音楽を「買う」人は2000年代前半ではアメリカでもまだ少数派であった。
倒産の最大の原因は、アメリカには定価販売をする再販制度がなく、ウォルマートやベスト・バイなど全米規模で展開し、大量仕入れ、大量販売を行う大手総合ディスカウントショップが、CDやDVDを薄利多売してレコード専門店の来店客を奪う傾向がここ20年以上続いたためであり、さらに1990年代後半以降はAmazon.com等の通信販売の侵食も受けるなど、業界の勢力図が急激かつ大きく変化していたにも拘らず、ラス・ソロモンを中心とした家族経営的な体質からこれに対応できなかったことである（しかし、その家族経営的な体質がタワーレコードを成功に導いたのもまた事実である）。

### 現在

現在の渋谷店（2016年）

店舗廃業後のタワーレコードはオンライン店舗でCDやDVD、書籍を販売しているほか、日本以外の各国でのフランチャイズも続けている。
アメリカ国外ではアイルランド、メキシコ、コロンビア、イスラエル、マレーシア、日本にタワーレコードブランドのチェーンが残っているが、フィリピンのようにかつてフランチャイジーだった店舗網が別ブランドを名乗っている国もある。なお、日本において「タワーレコード」を展開しているのはアメリカ法人から独立した法人であり、アメリカ法人の身売りによる直接の影響は受けていないとのこと。
創業者のラス・ソロモンは2007年5月、サクラメント市内のタワーレコード第1号店のあった場所に、「R5 Records」という名のレコード店を出店した。2010年5月、ラス・ソロモンはR5 Recordsの営業権をDimple Recordsに売却し、第一線から退いた後、2018年3月に死去した。
なお、2015年にはコリン・ハンクス監督による、ラス本人を含む元従業員や顧客を含む膨大な人数のタワーレコード関係者にインタビューしたドキュメンタリー映画「オール・シングズ・マスト・パス（All things must pass）」が公開された。

## 日本FC

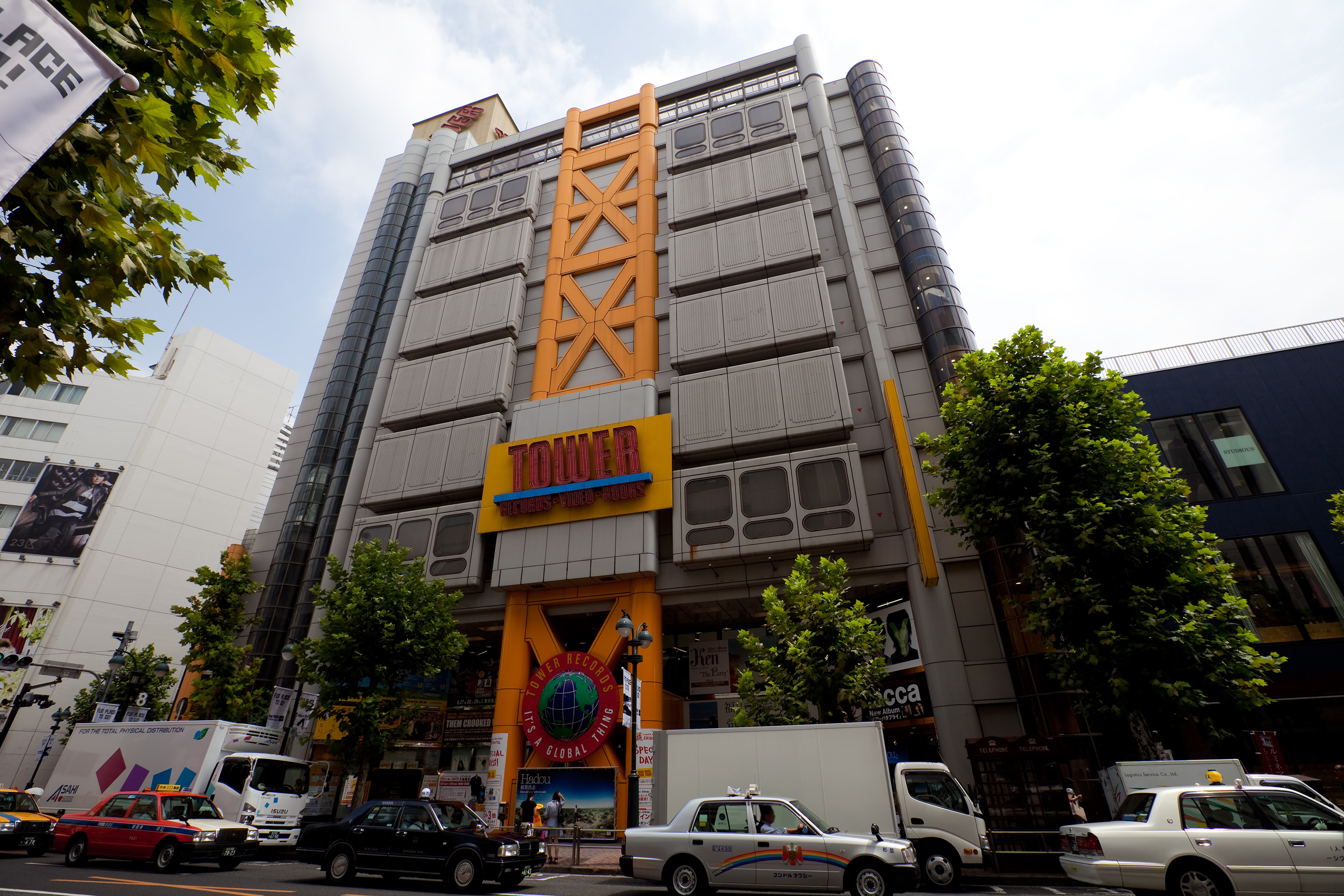
渋谷店

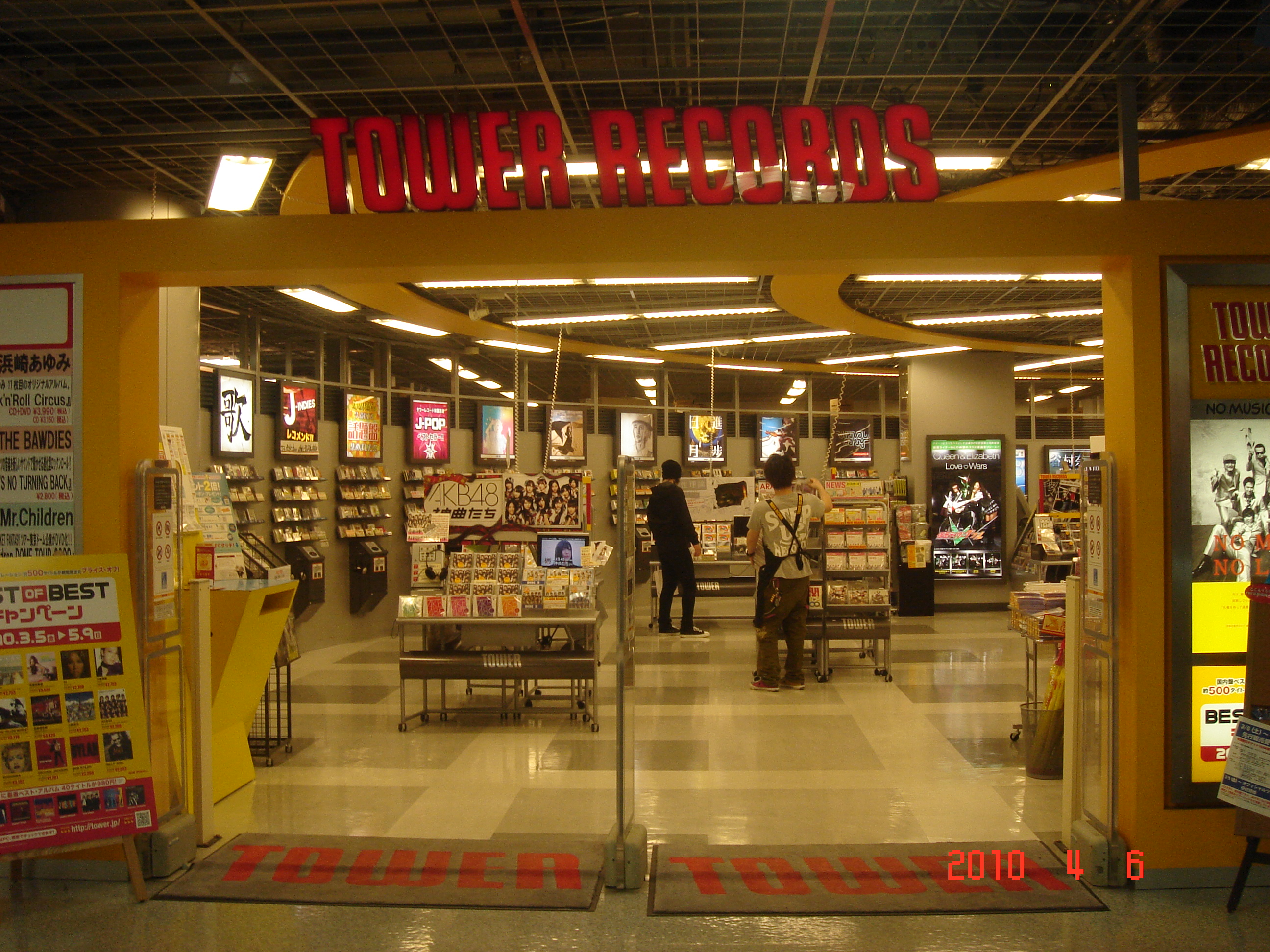
秋葉原店（ヨドバシAkiba内、閉店）

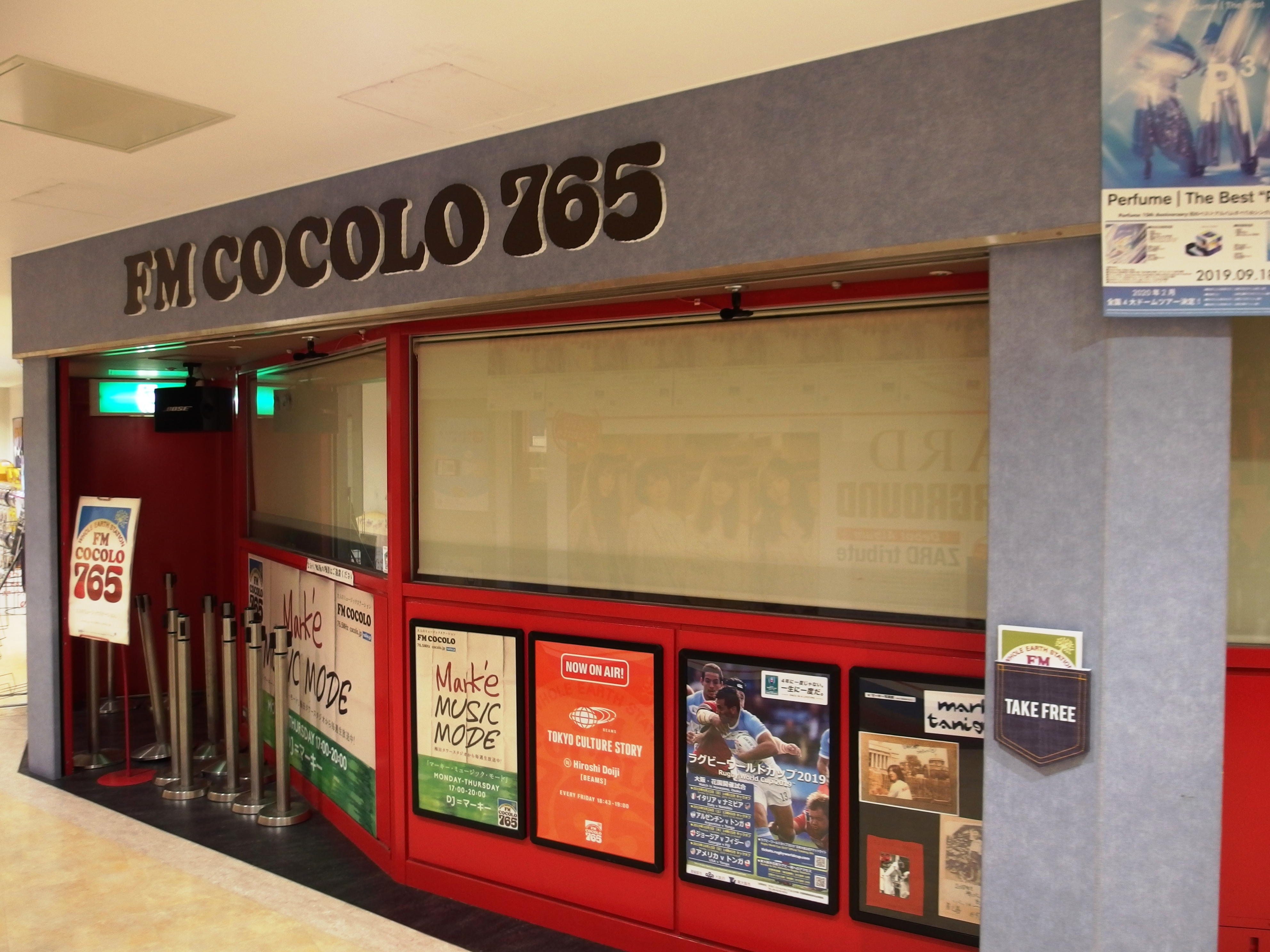
大阪マルビル店（閉店）店内にはFM COCOLOのサテライトスタジオが存在した

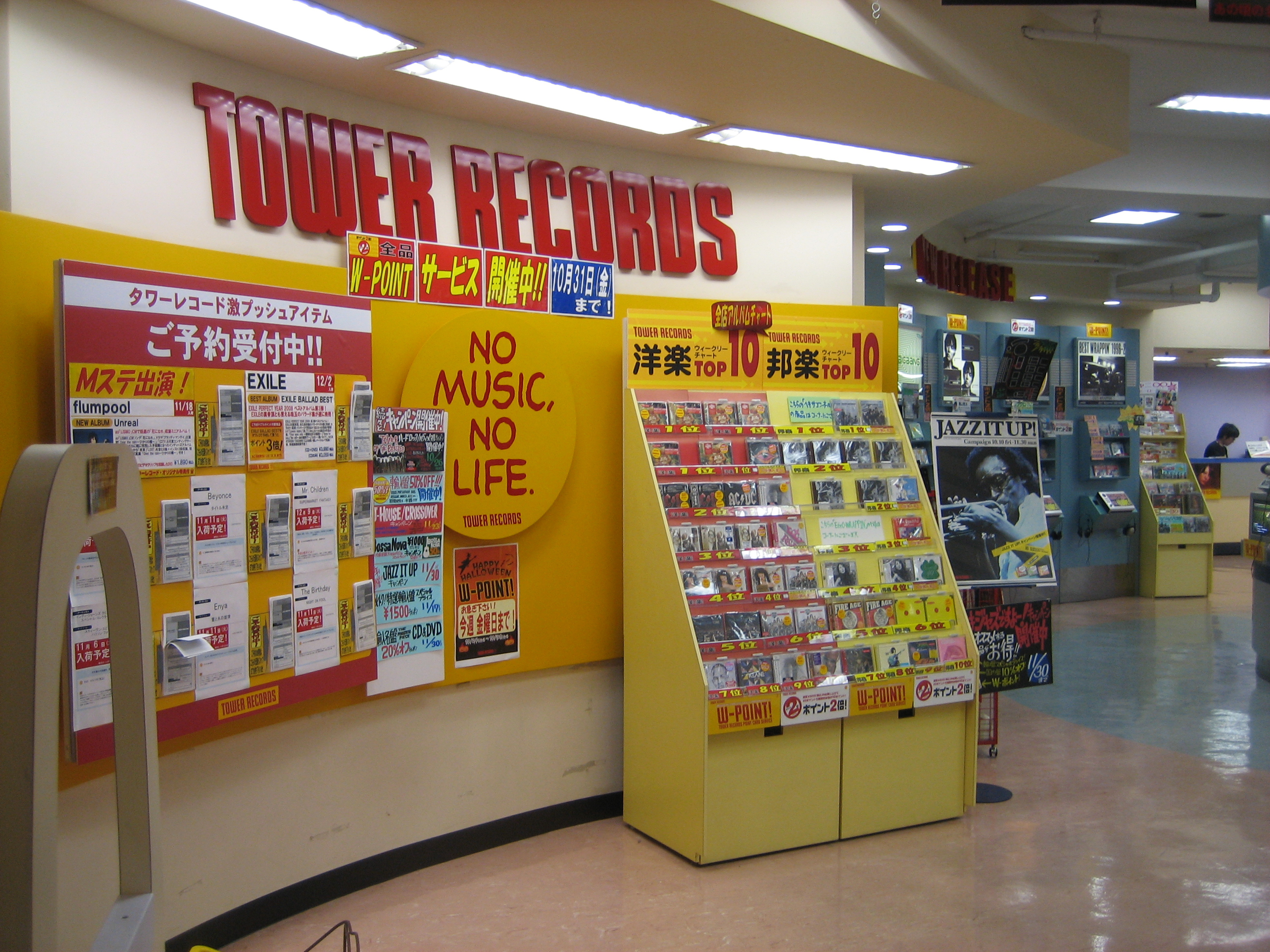
姫路店（姫路フォーラス内、閉店）

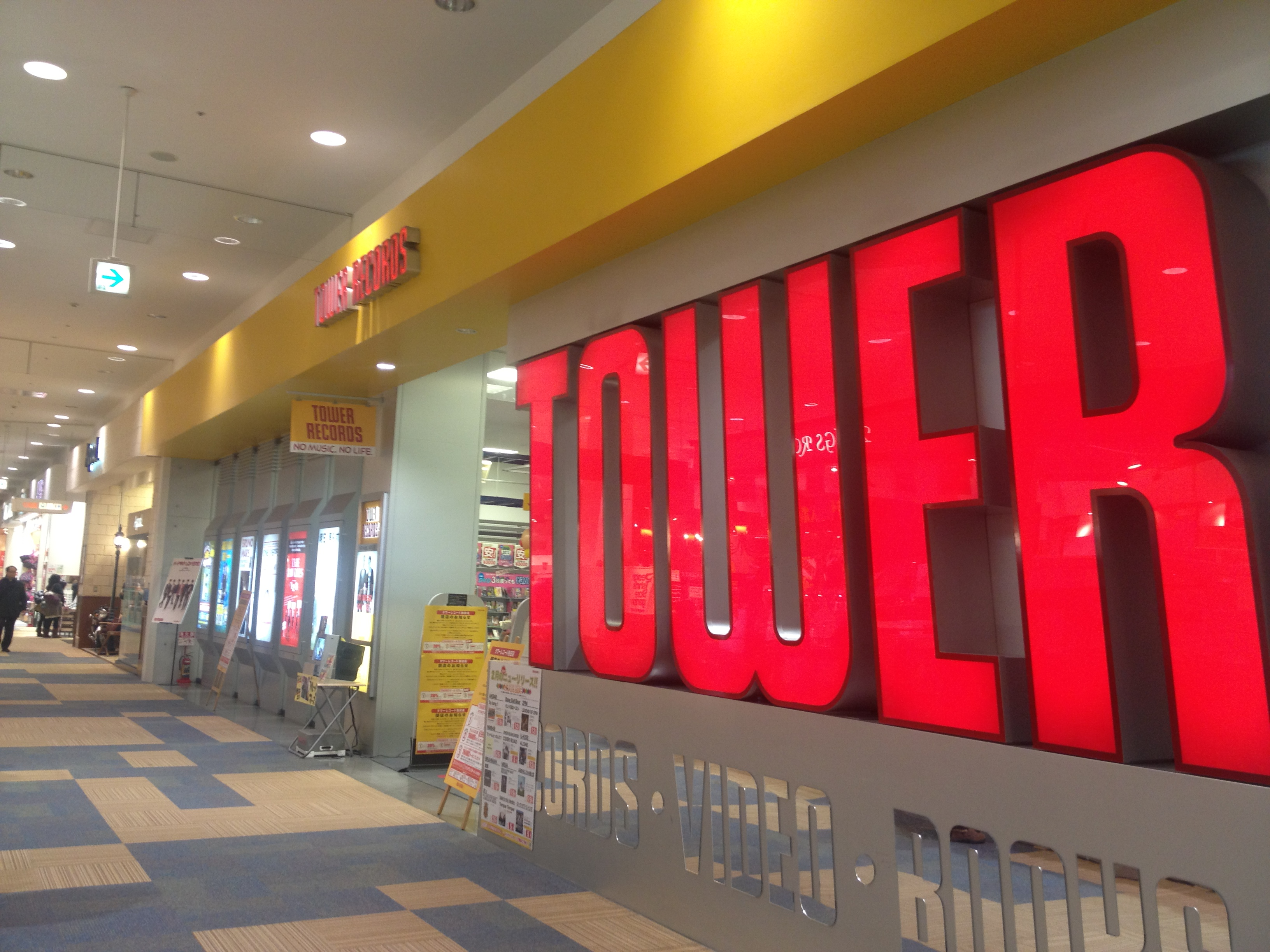
熱田店（閉店）

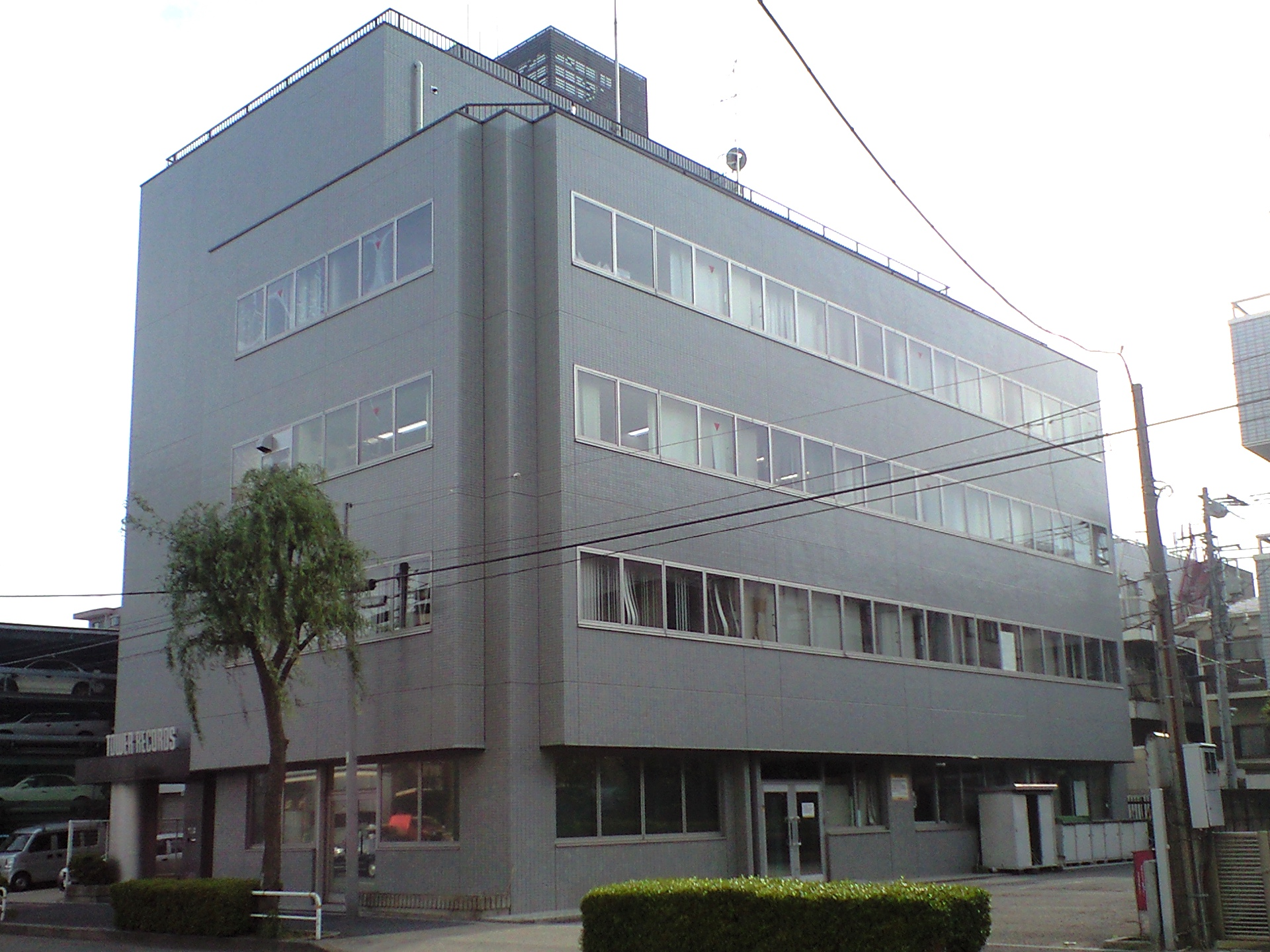
旧品川オフィス（旧本社）

日本においてはタワーレコード株式会社（Tower Records Japan Inc.）が運営している。前述のとおり2002年に売却されたことから、アメリカ本国の法人との資本関係はまったくない。
日本国内ではHMV、新星堂などと並ぶ大手の音楽ソフト販売チェーン店である。スガシカオやCoccoを輩出した「bounce records」や代表取締役社長の嶺脇育夫が主宰するアイドル専門レーベル「T-Palette Records」といった自社レーベルを有している。また、ディストリビューション部門では、直営店舗・オンラインストアのみならず同業他社への卸業務を行っている。
TBS系・音楽情報番組『COUNT DOWN TV』のスポンサーで、リクエストランキング調査もされる（放送は毎月第2土曜日）。

### 沿革
タワーレコード株式会社は、アメリカ・MTS社の日本法人として1981年に設立された。ただしMTS日本支社としての日本進出は1979年で、翌年には日本1号店として「タワーレコード五番街（オーナーは階上に有ったジャズ喫茶やイベンターをしていたBOSSA）」というタワーレコードを真似た名前の店舗を買収し出店した（札幌市中央区南3条西4丁目の五番街ビル2階）。この日本1号店は現存せず、札幌市内に現存する3店舗およびかつて存在したPRIVY店のいずれとも異なる。
その後日本法人を設立し本社から人員を投入。1981年に渋谷の宇田川町に構えた大規模店では、日本版のレコードではなくアメリカ版のレコードを直接販売し、店舗でのプロモーション展開も本場のタワーレコード方式を取り、日本のレコード業界の流通に大革命を与えるほどの大きな成功をおさめた。直営店の出店と並行して福岡、神戸、大阪、金沢にフランチャイズ展開もしていた。
その後、アメリカ本社の経営不振をきっかけに、2002年10月にMBOによってアメリカ法人から独立（日興プリンシパル・インベストメンツが全株式を取得、タワーレコード株式会社はMTS社から商標権を取得）。2005年11月下旬には、株式会社NTTドコモが株式の約42%を取得し、筆頭株主となった。
2004年3月にはパルコから同社傘下の大手CDショップWAVEを買収したが、2006年2月に同社の全株式を家電量販店大手のノジマに譲渡した。その後、WAVEは2011年に破産した。
2010年3月、セブン&アイ・ホールディングスがシティグループ・キャピタル・パートナーズとアジア・ミュージック・ホールディングス（どちらも投資会社）から発行済み株式の21.58%を取得、持ち分法適用会社とすることを発表。セブン&アイは伊藤忠商事などからタワーレコード株をさらに取得、2011年3月には発行済み株式の44.6%を有し、NTTドコモを抜いて筆頭株主となった。
2012年7月にはNTTドコモがドワンゴから株式を取得し、発行済み株式の50.3%を持つ子会社とした。

### 事業所
以前は、東京都渋谷区桜丘町の桜丘オフィスと、品川区南品川の品川オフィスに本社機能が分散していた（登記上の本店は品川）が、2012年3月には現在地（大田区平和島）に本社機能と商品センターを集約し、6月には登記上の本店を渋谷店所在地（渋谷区神南）に変更した。

### 関連会社
- 株式会社NMNL（2004年2月設立）
  - 通販サイト「@TOWER.JP」の運営などを担当する情報システム部門、フリーペーパー『bounce』『intoxicate』などの制作部門などを分社化した会社。社名は「NO MUSIC, NO LIFE.」のキャッチコピーから、各単語の頭文字を取ったもの。
- ナップスタージャパン株式会社（2005年10月設立）
  - 同社と米国Napster社、日興プリンシパル・インベストメンツの3社の合弁会社。2006年10月よりサービスを開始したNapster Japanの運営を行ってきたが、2010年5月31日をもって全サービスを終了した[5]。

- レコチョク
  - 2015年2月現在、タワーレコードの親会社であるNTTドコモと共に企業提携し、新人アーティスト発掘プロジェクト、｢Eggs プロジェクト｣を展開している[6]。

### 店舗
出店を日本で始めた1981年当初はレコード店のイメージがあまり良くなく、また貸してくれる物件も少なく、ましてやテナント等への出店はデベロッパー側からの要請は殆ど無かった。しかしタワーレコードが大規模で始めたニッチな市場だった、輸入盤のセールスが爆発的人気になった1980年代中盤のバブル景気時からは出店依頼が相次ぎ次々と出店するようになった。
特にテナントでは最上階への出店がシャワー効果を生むと言われ出店は上層階が多い。また広島店（旧店舗）より実験的に国内アーティストを取り扱うようになり1990年9月に出店した当時日本最大級を誇った4フロアー450坪の心斎橋店で本格的に国内アーティストの取り扱いを始めた。
2024年8月現在、青森県・秋田県・山形県・栃木県・山梨県・富山県・福井県・滋賀県・和歌山県・鳥取県・島根県・山口県・徳島県・愛媛県・高知県・長崎県・大分県・熊本県・宮崎県を除く28都道府県に73店舗を展開している。従来は都心部での事業展開が主だったが、ここ数年はセブン&アイグループやイオングループのショッピングセンターにテナント入居する形で郊外での店舗数を増やす傾向にある。
ビル1棟を丸ごと借り上げた渋谷店を除き、各店舗とも商業施設または商業ビルの1-4フロア（ショッピングセンターでは1フロアの一角）を借り切る形態が多い。いずれも在庫5万枚以上の大規模店舗が基本だが、「TOWERmini」を名乗る小規模店舗（TOWERmini東京駅八重洲口店では在庫約13,000枚）も登場している。
また、2013年10月からは新業態としてアニメソングを始めとするアニメ関連商品に特化した専門店「TOWERanime」の展開を開始、1号店としてLALAガーデンつくば店を改装しTOWERminiに併設する形で同月31日に開店(2016年2月21日をもって閉店)、2014年5月17日には新宿店のアニメコーナーを拡大する形で2号店を開店した。

### 閉店・移転した店舗
閉店
- 1998年9月 - 新宿東口店
- 2001年
  - 2月3日 - 新潟店（初代）
  - 5月6日 - 和歌山店
- 2006年8月31日 - 心斎橋店
- 2007年
  - 1月28日 - 小倉店
  - 2月25日
    - 横浜元町店
    - イオン八代店

  - 3月21日 - MRT micc 宮崎店
  - 3月25日 - 相模大野店
  - 3月31日 - 鹿児島店
  - 10月31日 - 松山店
- 2009年
  - 2月15日 - TOWER CAFE
  - 10月23日 - TOWERmini フレンテ新宿店
- 2010年1月11日 - 新発田店 - イオン新発田ショッピングセンター内
- 2011年
  - 6月12日 - 千種店 - イオンタウン千種内
  - 8月21日 - 長野店、浜松市野店、熊本パルコ店
  - 9月11日 - 八千代緑が丘店
- 2012年
  - 2月19日 - 宇都宮店
  - 3月6日 - 直方店
  - 8月12日 - 大和店 - イオンモール大和内
  - 9月2日 - 岡崎店 - イオンモール岡崎内
  - 9月6日 - 水戸内原店 - イオンモール水戸内原内
  - 10月8日 - 高岡店 - イオンモール高岡内
- 2013年
  - 2月14日 - 熱田店 - イオンモール熱田内
  - 2月27日 - 高知店
  - 6月16日 - 横浜みなとみらい店
  - 7月21日 - 横浜モアーズ店、那覇店
  - 8月21日 - イオンモール鹿児島店
- 2014年
  - 1月26日 - 高崎店
  - 8月20日 - イオンモール宮崎店
  - 9月28日 - 岡山店 - 岡山OPA内
- 2015年
  - 5月6日 - 旭川店 - イオンモール旭川西内
  - 11月15日 - 長崎店 - アミュプラザ長崎内
  - 11月30日 - 藤沢店 - 藤沢OPA内
- 2016年
  - 1月31日  - 姫路店 -   姫路フォーラス内
  - 2月21日 - LALAガーデンつくば店
  - 10月31日 - 泉南店 - イオンモールりんくう泉南内
  - 11月30日 - 千葉店 - 千葉パルコ内
- 2017年
  - 2月28日 - 新居浜店 - イオンモール新居浜内
  - 3月5日 - 大分店 - 大分フォーラス内
  - 8月31日 - 大津店 - 大津パルコ内
- 2018年
  - 2月28日 - TOWERmini 西武船橋店 - 西武船橋店内
- 2019年
  - 6月2日 - タワーレコードカフェ 福岡天神店 - ソラリアステージ内
- 2022年
  - 1月19日 - 梅田大阪マルビル店[8] - 大阪マルビル内
- 2023年
  - 1月3日 - 秋葉原店[9] - ヨドバシAkiba内
  - 2月5日 - 秋田オーパ店[10] - 秋田オーパ内
- 2024年
  - 1月8日 - 下田店[11] - イオンモール下田内
  - 1月31日 - TOWERminiアリオ仙台泉店[12] - アリオ仙台泉内
  - 3月10日 - リヴィン光が丘店[13] - リヴィン光が丘内

移転
- 仙台店 - 仙台Shall → 仙台FORUS → 仙台PARCO（2008年8月23日移転）
- 高崎店 - 高崎ビブレ → 旭町ビル
- 南越谷店 - OPA → イオンレイクタウン
- 渋谷店 - 1995年3月10日、現在地へ移転[14]
- 新宿ルミネ店 → 新宿店 - 新宿ルミネ2 → [Flags]（1998年10月10日移転）
- 金沢店 → 金沢フォーラス店 - ラブロ片町 → 金沢フォーラス（2008年10月25日移転）
- 神戸店 - 三宮ビブレ（2006年9月13日閉店） → ミント神戸（2006年10月4日移転）
- 広島店 - 広島スクエアビル（中区袋町：1989年開店） → 広島PARCO（1994年4月移転） → 広島PARCO新館（2001年9月21日移転）
- 福岡店 - ショッパーズ福岡（2004年9月8日閉店） → ソラリアステージ（2004年9月23日移転）→福岡パルコ（2014年7月14日移転、「タワーレコード福岡パルコ店」へ名称変更）
- 盛岡店→2012年8月20日閉店予定も、TOWERmini盛岡店として存続→2016年3月4日、再びタワーレコード業態として、同イオンモール盛岡の2F銀河モール内へ移転、再オープン。
- 柏店 → セブンパーク アリオ柏店 - 2016年3月31日閉店 → セブンパーク アリオ柏（2016年4月25日）
- 錦糸町店 → 錦糸町店（錦糸町オリナス内） - 2018年2月12日閉店 → 錦糸町PARCO（2019年3月16日）
- イオンモール鹿児島店 → アミュプラザ鹿児島店 （移転時期不明）
- 札幌ピヴォ店 → 2022年8月7日閉店 → 札幌パルコ店（2022年9月16日移転）
- 難波店 → 難波センタービル 2022年10月10日閉店 → なんばパークス店（2022年10月11日移転・プレオープン、2023年3月正式オープン[15]）

### bounce
タワーレコード株式会社が発行する無料の月刊音楽情報誌である（前身はWest Coast News→Vinyl）。アメリカでは『PULSE!』と言うタワーレコード発行のフリーペーパーがありインタビューなど提携して掲載されることもあった。
本誌では"NO MUSIC, NO LIFE"をキーワードに、複数の著名人が写るポスターが数種類撮影される。なお、ポスターの被写体は音楽が本業の人物が最低一名いれば良いとされ、宮藤官九郎や安めぐみなど音楽が本業でない人物も出演している。これらのポスターをまとめた単行本も出版されている。
隔週で配布される無料誌『TOWER』も発行されている。

### Mikiki
タワーレコード株式会社が2014年に立ち上げた音楽レビューサイト。
フリーマガジン「bounce」や「intoxicate」、「TOWER PLUS+」などの作品レビューやインタビュー、特集なども掲載している。
「これいいよね!?」という共感を形にした、大の音楽好きによる音楽好きのための新たな“The Best Place to Find Music”となる音楽メディアを目指している。

### タワーレコードギフトカード
第三者型発行者（発行前に登録が必要な発行者）である三井住友カード株式会社と提携し、「タワーレコードギフトカード」を発行している。500円券と1000円券があり、日本国内のタワーレコード店舗で使用することが可能である。

### オンラインショップ
「TOWER RECORDS ONLINE」の名称で開設している。CDや音楽DVD、音楽雑誌などの関連書籍やオリジナルグッズのほか、映画・アニメのDVD/Blu-rayや一部コミックスなど音楽と直接関係のない商品も取り扱っている。

### ポイントサービス
買い上げ100円(税別)ごとに1ポイントが付与され、「100ポイント=100円」単位で次回以降の買い物の際に利用することが可能である。

### クーポン
購入時に値引きされたり、ポイント還元率が増加するクーポンが配信される。ポイントサービスと異なり、クーポンはオンラインと実店舗で別々となっている。

### TOWER RECORDS MUSIC powered by レコチョク
タワーレコードとレコチョクが、レコチョクの定額制音楽配信サービス「RecMusic」とNTTドコモの定額制配信サービス「dミュージック月額」を引継ぎ共同で立ち上げた定額音楽配信サービス。2021年10月1日サービス開始。「RecMusic」と｢dミュージック月額コース｣を利用しているユーザーはアカウントを継続利用できた。2025年3月31日サービス終了。